# Filippo Grimani
Filippo Grimani (Venezia, 4 giugno 1850 – Roma, 5 dicembre 1921) è stato un politico italiano.

## Biografia

### Origini
Era il terzogenito, dopo due femmine, di Pierluigi e della contessa Elena Melissinò, la quale morì dandolo alla luce. Poco dopo questo evento, il padre si risposò con Regina Avogadro che gli diede altri due maschi.
I Grimani del ramo "di San Luca" erano una delle più illustri famiglie del patriziato veneziano, ma da qualche decennio stava attraversando una grave crisi economica coincidente con la decadenza e la caduta della Serenissima. Nonostante il matrimonio contratto con Andriana Papafava, che gli aveva recato 50.000 ducati di dote, nel 1805 il nonno Filippo Vincenzo dovette vendere la storica dimora di famiglia, il palazzo Grimani sul Canal Grande, allo Stato che vi insediò alcuni enti pubblici (tutt'oggi è sede della Corte d'Appello). La ricca pinacoteca in esso contenuta fu gradualmente alienata e nel 1818 i Grimani si trasferirono nel palazzo Civran di San Tomà.

### Formazione e carriera
Dopo gli studi classici, passò all'università di Padova, da cui uscì nel 1873 laureato in giurisprudenza; nonostante ciò, intraprese la carriera diplomatica. Ma la scomparsa del padre lo costrinse ad abbandonare le sue ambizioni per dedicarsi all'amministrazione - e al risanamento - del suo patrimonio, alternandola all'attività politica.
Come era consuetudine tra i possidenti dell'epoca, cominciò a partecipare alla vita amministrativa nei luoghi in cui si estendevano le sue proprietà. Inizialmente fu consigliere comunale a Mira, ma fu a Mirano che ebbe maggior successo.
A Mirano fu eletto consigliere ininterrottamente dal 30 set. 1883 al 29 set 1920  e  sindaco  dal 16 nov 1886 al 20 lug 1893 
Nel 1893 lasciò la carica di primo cittadino per entrare nel consiglio comunale di Venezia, mentre mantenne, dal 1889, la carica di  consigliere provinciale in rappresentanza del suo mandamento,  del quale fu anche Presidente tra il 10 agosto 1914 e il 4 settembre 1921.

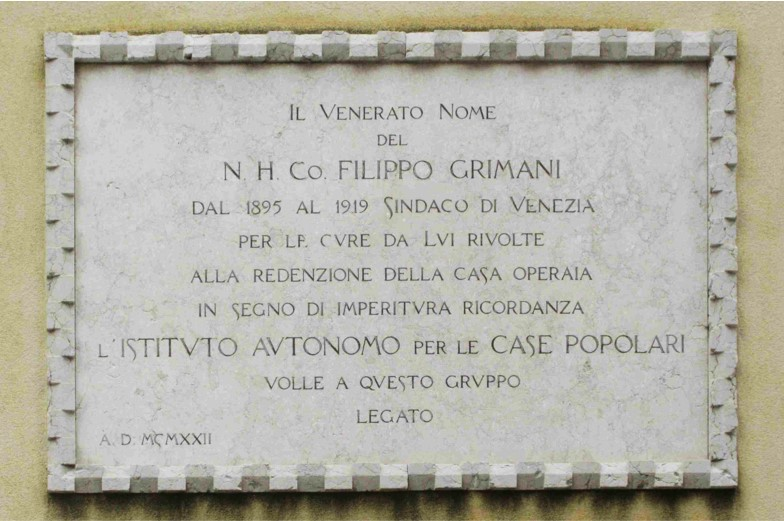

Il 15 novembre 1895 fu eletto sindaco di Venezia, carica che mantenne per quasi venticinque anni, fino al 25 ottobre 1919. In qualità di sindaco, diede forte impulso all'Esposizione internazionale d'arte e si prodigò per la difesa della città lagunare durante la guerra.
Il 26 maggio 1904 gli venne concesso dal re il titolo di conte. Il 23 febbraio 1917 venne nominato senatore (categoria 16: membri dei Consigli di divisione dopo tre elezioni alla loro Presidenza), carica che ricoprì fino alla morte, per il corso di tre legislature. In Senato fu membro della Commissione parlamentare d'inchiesta sulle gestioni per l'assistenza alle popolazioni e per la ricostituzione delle terre liberate.